# Hamilton Bohannon
Hamilton Frederick Bohannon (Newnan (Georgia), 7 maart 1942 – 24 april 2020) was een Amerikaans disco-funkartiest, percussionist uit Atlanta.
Zijn hoogtijdagen waren eind jaren 70. Bohannon was ooit muziekleraar, maar ook drummer bij Stevie Wonder. Hij speelde met vele funk- en soulgrootheden, zoals Smokey Robinson, Marvin Gaye, The Temptations, Diana Ross, Ray Parker jr. en The Four Tops. Zijn debuutsingle was Stop & Go uit 1973. Hij stond bekend met voornamelijk instrumentale nummers. Zijn grootste hit Let's Start The Dance kwam uit in 1978 en was een voorbeeld voor veel discotracks om ook met instrumentaal de dansvloer stampvol te krijgen! 
Later werd zijn muziek veel gesampled, vanwege de zeer aanstekelijke grooves, vandaar de bijnaam the groove machine. Jay-Z , Snoop Dogg, Tom Tom Club en Mary J. Blige hebben iets van hem gesampled. Een sample uit het nummer Me And The Gang werd in 1999 onderdeel van de househit Get Get Down van Paul Johnson. 
Tot zijn bekendste clubsuccessen behoren Disco Stomp en vooral Let's Start the Dance.
In zijn geboorteplaats is er vanaf 2017 een straat naar hem genoemd: de Bohannon Drive. Zijn elpee Dance Your Ass Off droeg hij op aan God.
Hij werd 78 jaar oud.
- Bibliothèque nationale de France: cb14044562f (data)
- Gemeinsame Normdatei: 134332679
- International Standard Name Identifier: 0000 0000 5515 7153
- Library of Congress Control Number: n94108042
- MusicBrainz: 9f794f0c-e66a-4fe4-bf7c-2e263b21abc5
- Istituto Centrale per il Catalogo Unico: RCAV260729
- Système universitaire de documentation: 080715427
- Virtual International Authority File: 7589519
- WorldCat: E39PBJcKKTmRbqqbbvwTJkTfv3